# 高瀬羽皐

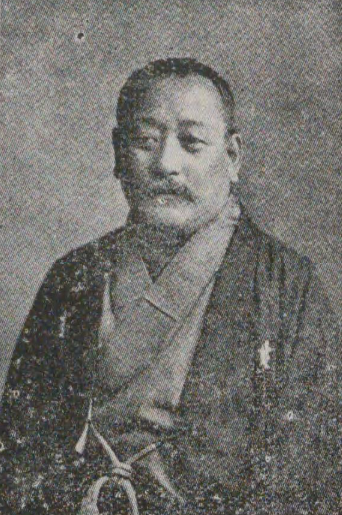
高瀬真卿

高瀬 羽皐（たかせ うこう、本名: 高瀬 真卿（たかせ しんきょう）、嘉永6年（1853年）-大正13年（1924年）11月17日）は、明治時代から大正時代にかけてのジャーナリスト、社会事業家、刀剣研究家。幼名・政吉。号は羽皐隠史、往生庵、菊亭静、茂顕、茂卿など。ほかに、高瀬真之助（介）、高瀬松吉、高瀬恭助、高真卿、高瀬鉄窓、高瀬紫峯、鉄窓学人、天賜苑、東台隠士、柳窓外史、茂湿、春雨、春雨静、藤原静、藤原茂、藤の舎茂、高瀬真藁、高瀬巳之吉、佐野尚、近藤東之助、春秋堂、萩村など、約30もの筆名を使った。

## 来歴
茨城県水戸市下市に米穀炭商・高瀬儀平次の長男・政吉として生まれ、水戸学派の川崎巌雄、庄司春村の塾で漢籍を学ぶ。明治3年（1870年）、15歳で家を出て軍談師の石川一口に弟子入りして前座を務めるなどし、17歳で家庭を持ち19で子を生す。明治8年に家業が傾いたため再び家を出ると、明治9年、『甲府日日新聞』の編集長を務めていた同郷（水戸出身）の渡井量蔵の誘いで同社の記者となり、政治小説『熊本伝報記』を執筆。明治10年（1877年・24歳）、『甲府日日』編集長として新聞条例14条違反で禁獄50日を課せられ、翌明治11年には『仙台日日新聞』の編集長として宮城県令宮城時亮を誹謗したとして禁獄30日を命ぜられる。このほか、渡井らが1877年に創刊した『観風新聞』や、『宮城日報』『東北新報』『東北毎日新聞』などに関わり、自由民権論をとなえる。福島事件にも関わるが逮捕されず、事件後三島通庸と面会。
明治15年（1882年）に上京し、戯作者に転身。菊亭静などの名で数十の版本をものしボッカッチョの日本語訳も手がける。書店も経営したが失敗し、老父も本の行商をするなどして一家9人を支えた。
明治17年（1884年）、『感化修身談』を著したことが縁で監獄の教誨師となる。もともと説教や講演が好きで、一時、講談師の内弟子として各地を巡業したこともあって弁が立ち、人気教誨師となった。刑期を終えて出獄した少年を頼まれて預かったのを皮切りに、明治18年（1885年）10月9日、湯島の寺に日本最初期の感化院「私立予備感化院」を創設、田中光顕の甥を預かったことから寄付金を得ると、駒込曙町（現・本駒込）に新築移転、翌年神宮教から資金援助を受けて「神宮教院感化院」、「東京感化院」と改称し院長を務めた。皇室より毎月300円を下賜され、ロシア皇太子や各皇族家からも寄付金を得、明治26年（1893年）には渋谷村羽沢（現・渋谷区広尾）の宏大な御料地を無料貸下げされる恩恵に浴した。
明治30年（1897年）、「東京学資保管会社」を設立し、専務取締役社長に就任、学生が使い込んで遊蕩しないために父兄から直接、学費を預かり、就学先への支払い代行のほか学生の監督と進路手配などを行なうと趣旨に謳い、賛同した発起人や評議員には今村清之助、渡辺洪基、松平正直、園田安賢らが名を連ねた。
刀剣研究家でもあり、明治43年（1910年）10月には雑誌「刀剣と歴史」創刊。版元は羽沢文庫から日本刀剣保存会へ移行するなど一時期、休刊はあったものの、現在も刊行中である。
また、石器、土器の研究者でもあり、坪井正五郎らが1886年に設立した「東京人類学会」の古い会員でもあった。考古学者として初の文化勲章を受章した末永雅雄は少年の頃、家を出て高瀬から刀剣鑑定術や歴史を学び、考古学に初めて触れたという。末永は高瀬から水戸学の「大義名分論」を厳しく叩きこまれ、「先生はつねづね『水戸学の神髄は大義名分を重んじることである』と言い、『割が悪い』とか、『割に合わない』といったことは、もっとも戒めるべきこと」と学んだと述懐している。
一方、黒岩涙香は高瀬を世間を欺く大偽善者と批判し、感化院を利用した錬金術や、贅沢な私邸、高瀬が落籍した女性たちの詳細を『万朝報』で報じた。

辞世の句を遺して71歳で没した。
ねがはくは
いま十年（ととせ）まり
永らへて
00うつりゆく世の
さまを見ましや

## 親族
小山松吉（1869年-1948年）は16歳下の実弟で日本の法学者、司法官僚、政治家。その二女の子息（孫）に山下洋輔がある。羽皐は妻子のほかに、複数の女性を囲い、50歳のときに柳橋の芸者置き屋の従業員をしていた大塚園16歳と知り合うと、大塚倭文子ら婚外子をもうけた。倭文子は17歳で働き始めた中央公論社で猪俣津南雄と知り合い結婚、死別後、高野実と再婚し、高野孟、津村喬をもうけた。
小山松吉の長女豊子（1907年生）は叔父である高瀬のもとで暮らし、1930年に感化院の敷地内にあった高瀬邸（現・東京女学館の辺り）から嫁いだ。小山の二女の菊代によると、大正初め頃、高瀬邸の広い庭で書生たちが巻藁で刀の試し切りをしているのをよく隅の方で見学したといい、高瀬は「豪放磊落（らいらく）な人で、昼間からよく酒を飲み、書生たちに号をつけてそれで呼んでいた」という。

## 東京感化院
高瀬が1885年に東京本郷区湯島称仰院内に予備感化院を開いた前年には大阪の池上雪枝（村上華岳の祖母）が神道祈祷所を私設感化院にしており（2年後閉鎖）、池上と高瀬を皮切りに、1880年代には民間の感化院の設立が相次いだ。高瀬は筆禍による二度の下獄経験で教誨師の存在を知り、その後自ら監獄教誨師を務めた経験から入獄者の社会道徳の欠如に着眼し、水戸神道と石門心学折衷の東洋思想に基づいた「感化心学会」を設立、漢籍や欧米の書物も参考にした『感化修身談』『感化啓蒙』を著すなど、感化事業に乗り出した。予備感化院は翌1886年に神宮教院感化院、東京感化院と改称を重ね、1889年には本郷区駒込曙町に移転し生徒寮等を新設、1893年には渋谷羽沢の御料地9000坪を40年間、無料で借用できることになり、移転して生徒寮を新設した。
高瀬の感化院設立の目的は「犯罪予防」を第一とし、内務省監獄局で研究されていたフランスのメットレイ感化院（fr）の家族方式を参照した。フランスでは40人を1単位の「家族」として家長と副長を定めキリスト教に基づく規則を守らせたが、高瀬は家族を模した組織は採用したものの、「忠・孝」といった「道義」など日本固有の精神性を基本形態として導入し、「本院の家族は院長の子なり。院長は父兄親戚の委託をうけこれに代りて家庭の教育をなす」といった「家族訓本義」という院則を定めた。5-10名程度の生徒の中から「長子」を「高級ノ者」として重視する「家族」を生活の単位とし、それぞれの家族間に等級をつけ、服装、書籍の閲覧、親族との交流などの待遇に差を設けた。また、院内では本名でなく号で呼び合い、午前8時から夕刻まで昼休みをはさんで労働することを定めた。
運営の資金を確保するために、原則として比較的高額の入所費用を毎月徴収していた。そのため、収容者は華族なども含む富裕層の子弟が中心だったが、一部に在院費無償の給費生も収容していた。収容時には更生するまで無期限で収容する者と、更生の有無に関わらず一定期間の収容で退院する者とが半々であったが、実際の退所は十分更生しないままの者が過半数を占め、多くは1年程度の在院で、最長でも3年であった。
給費生の中に、放火犯の「安養」 という名の浮浪児がおり、東京感化院と渋沢栄一が院長を務める東京市養育院感化部とで転院を繰り返して更生に務めたが叶わず、最終的に東京脳病院、東京府巣鴨病院へ転院し、精神障害者と診断された。これに関し、高瀬と東京脳病院院長後藤省吾の論争が起こり、新聞で報道されたため、不良少年は知的障害者という認識が世間一般に広まるきっかけになった 。

## 主な著作
発行年順
- 高瀬茂顕 『鹿児島電報記』第1巻-第4巻、甲府：内藤伝右衛門（甲府書林）、1877年3月-4月、NCID BA8086570X。第5巻以降改題、『鹿児島伝報記』小野田虎太、明治10年6月-8月。
- 高瀬茂顕『熊本伝報記』内藤伝右衛門、1877年。別タイトル『熊本電報記』第1巻-第3巻、NCID BB14813915。
- 高瀬茂顕『山口伝報記』温故堂、1877年。
- 高瀬真之介（編）『小学文錦 前編』、仙台：高瀬真之介、1879年、doi:10.11501/867603。児童向け。
- 高瀬真之介（閲）、笹島吉太郎（著）『通俗立憲政体弁 上篇』仙台：笹島吉太郎、1881年、doi:10.11501/783511。
- 高瀬真卿『感化修身談』合本、明治17年-18年（1884-1885）。「マイクロフィルム」全国書誌番号:40001283。
  - 高瀬眞之介『感化修身談』 第1巻、大平堂書房、東京、1884年。
  - 『感化修身談』 第2巻、高瀬眞之介、東京、1884年。
  - 高瀬魁介『感化修身談』 第3巻、感化心學會（発兌専売所）、東京、1885年。

- 菊亭静『書生肝粒誌 : 滑稽新話』今古堂、1883年。
- 菊亭静『明治流行嘘八百 : 滑稽新話』第2編、東京：績文舎、1883年（明治16年）、doi:10.11501/882721。
- 柳窓外史（小柳津親雄）『二十三年未来記』菊亭静（閲）（再版）、横田兼太郎、1886年。 NCID BB22361604。
- ボッカス翁（原著）、菊亭静（校訂）『想夫恋 : 十日物語』佐野尚 (臥牛楼)（重訳・補述）、チヨロジウー・ビゴー（挿画）、臨池書院蔵（板）、丸善、1886年。doi:10.11501/897033。 NCID BA55283826。底本はフランス語版（1880年）。
  - ボッカス（著）、菊亭静 （訳）『密夫の奇獄 : 泰西情譜』、東京：イーグル書房、1887年、doi:10.11501/876656。
- 菊亭静（閲）、加藤勘七 (東洲) (著)『中外古今英雄軍談』、今古堂、1887年、doi:10.11501/879994。
- 高瀬真卿『開悟の友』、東京感化院攻業部、1891年、doi:10.11501/898437。
- 高瀬真卿（記）『東京感化院創業記』東京感化院、1896年、doi:10.11501/798821。
- 高瀬真卿（講述）『学校家庭 修身一夕話』、湯武居士（序）、国光社、1902年、doi:10.11501/756298。児童向け。
- 高瀬真卿『水戸史談 : 故老実歴 附・幾のふの夢』中外図書局、1905年。
- 高瀬真卿（編）東久世通禧[他]『維新前後：竹亭回顧録』博文館、1911年。

刀剣について
- 高瀬真卿『刀剣談』日報社、1910年。
- 羽皐隠史『英雄と佩刀』嵩山堂、1912年。
- 羽皐隠史『詳註刀剣名物帳』金港堂書籍、1913年。
- 羽皐隠史『詳註刀剣名物帳 増補』嵩山堂、1919年。
- 高瀬羽皐、高瀬魁介（編）『羽皐刀剣録』嵩山堂、1926年。